# Teodor Priscià
Teodor Priscià (en llatí Theodorus Priscianus) era un metge grec deixeble de Vindicià i que per tant va viure al segle iv.
Se suposa que havia viscut a la cort de Constantinoble i va arribar al càrrec d'arquiatre. Formava part de la secta dels empírics, una important escola de medicina, però amb barreja de doctrines metòdiques i fins i tot dogmàtiques. Va escriure una obra titulada Rerum Medicarum Libri Quatuor atribuïda algunes vegades a un personatge de nom Octavius Horatianus (Octavi Horacià).
L'obra en qüestió, dividida en quatre llibres tractava, al llibre primer, de les malalties externes, al segon, de les internes, al tercer, de les malalties de les dones i el quart era un tractat de fisiologia. Al prefaci, Teodor comenta les discussions que els metges tenien al peu del llits dels pacients, i diu que preferia els remeis estrangers als autòctons. Algunes de les prescripcions que dona són absurdes i supersticioses, el llenguatge és dolent i l'obra no té gaire valor ni interès.